# Kronia
Die Kronia ist ein attisches Erntefest zu Ehren des griechischen Fruchtbarkeits- und Erntegottes Kronos, die alten Griechen feierten es am 12. des ersten attischen Monats Hekatombaion, was unserem Juli entspricht. Mit dem Fest wurde die Gleichheit
aller Menschen in Erinnerung gehalten, welches sich zum Beispiel in der gemeinsamen Mahlzeit von Sklave und seinem Herr oder aber auch in der Bedienung des Sklaven durch den Herren zeigte.